# Малкият човек
„Малкият човек“ (на македонска литературна норма: „Малиот човек“) е игрален филм от Република Македония от 1957 година, на режисьора Жика Чукулич по сценарий на Йосип Новак, Жика Чукулич, Георге Радишич и Светолик Маричич.
Главните роли се изпълняват от Бранко Плеша, Емил Рубен, Илия Джувалековски, Мира Ступица и Раде Маркович.

## Сюжет
Филмът разказва за малкия Мишо, който е дете на разведени родители. Той живее с майка си, която обаче не му обръща достатъчно внимание. След случаен инцидент в сладкарницата Мишо се среща с любовника на майка си, а след това се случват и други инциденти в живота на Миши, които обрисуват тъжния и объркан живот на детето. Мишо бяга от училище и на брега на реката намира нови приятели, нн се предполага, че това са малки крадци, водени от възрастния Байо, който за разлика от майка си знае как се общува с деца. Майката на Мишо обаче подава сигнал в полицията за изчезването на детето. Байо през това време прави план за грабеж, в който е включен Мишо, защото като по-малък може да влезе в магазин през малък прозорец. Мишо открива, че Байо само иска да го използва за грабежа и отива в полицията, за да издаде Байо. ПОлицията арестува Байо, а детето тичайки си тръгва в нощта.